# 합천 반야사지 원경왕사비
합천 반야사지 원경왕사비(陜川 般若寺址 元景王師碑)는 대한민국 경상남도 합천군, 해인사 사찰에 있는 고려시대의 비석이다. 1963년 1월 21일 대한민국의 보물 제128호로 지정되었다.

## 개요
원경왕사를 기리기 위해 세운 비(碑)로, 반야사의 옛터에 있었던 것을 1961년에 해인사 경내인 지금의 자리로 옮겼다. 거북받침돌과 비몸, 지붕돌을 갖추었는데, 각 부분이 얇은 것이 특색이다.
비문에 의하면, 원경왕사는 대각국사를 따라 송나라에 갔다가 귀국하여 숙종 9년(1104)에 승통(僧統)이 되었다. 예종의 스승이 되기도 하였고 그 후 귀법사에 머물다 입적하자 왕은 ‘원경’이라는 시호를 내렸다. 비문은 김부일이 짓고 글씨는 이원부가 썼다.
고려 인종 3년(1125)에 만들어진 이 비는 조각기법이나 간단한 형태의 지붕돌 등에서 고려 중기 특징을 잘 나타내고 있다.

## 같이 보기
- 합천 반야사지

## 참고 자료
- 합천 반야사지 원경왕사비 - 국가유산청 국가유산포털